# Gabriele Malagrida
Gabriele Malagrida, noto anche come Gabriele Malacrida (Menaggio, 18 settembre 1689 – Lisbona, 21 settembre 1761), è stato un gesuita e missionario italiano.
Figura influente nella vita politica della corte reale di Lisbona, fu pesantemente coinvolto nell'affare Távora, a causa del quale venne condannato a morte e giustiziato per eresia.

## Biografia
Figlio del medico Giacomo Malagrida e di Angela Rusca, entrò nell'ordine dei Gesuiti a Genova nel 1711. Nel 1721 partì da Lisbona e verso la fine dello stesso anno arrivò nel Maranhão. In Brasile (all'epoca colonia portoghese) lavorò come missionario per 28 anni e sviluppò una reputazione sia di santità che di potente predicazione. Nel 1749 fu inviato a Lisbona, dove fu ricevuto con onore dal re Giovanni V. Nel 1751 tornò in Brasile, ma fu richiamato a Lisbona nel 1753 su richiesta di Marianna d'Austria, regina vedova e madre del re Giuseppe I, succeduto al trono alla morte di suo padre.
L'influenza di Malagrida alla corte di Lisbona incontrò la profonda ostilità del primo ministro portoghese Sebastião José de Carvalho e Melo. Carvalho stava tentando di ricostruire Lisbona dopo il terremoto del 1755, che per Malagrida rappresentava la punizione di un Dio giusto su un popolo peccatore. Carvalho si risentì per le critiche implicite al governo e convinse il re Giuseppe I ad esiliare Malagrida a Setúbal nel novembre 1756, facendo inoltre rimuovere tutti i gesuiti dalla corte reale.
In questo contesto ebbe luogo un attentato contro il monarca. La notte del 3 settembre 1758 re Giuseppe I e il suo cameriere Pedro Teixeira stavano tornando nella residenza reale provvisoria, edificata dopo il terremoto sulle alture dell'Ajuda, la Real Barraca, di rientro dal palazzo dei marchesi di Távora situato a Belém, quando tre cavalieri mascherati fermarono la carrozza e spararono un colpo di moschetto che ferì il re al braccio e alla spalla. Il fallito attentato alla vita del re diede a Carvalho un pretesto per schiacciare l'indipendenza della nobiltà, ingigantendo un atto di vendetta privata in una cospirazione diffusa. Le spie di Carvalho identificarono due dei cavalieri, i quali, dopo essere stati arrestati e torturati, confessarono di aver agito per conto dei marchesi di Távora. Nel dicembre 1758 Carvalho dichiarò di aver scoperto un complotto per assassinare il re e sostituirlo con José de Mascarenhas da Silva e Lencastre, duca di Aveiro. Malagrida, tornato dall'esilio, fu arrestato e processato per il suo presunto coinvolgimento nel complotto.
Malagrida fu dichiarato colpevole di alto tradimento ma, in quanto sacerdote, non poteva essere giustiziato senza il consenso dell'Inquisizione; pertanto venne imprigionato nelle segrete della Torre di Belém con altri gesuiti, anch'essi implicati. Poiché l'Inquisizione non riuscì a trovare alcuna prova di colpevolezza, Carvalho fece sostituire il capo inquisitore con suo fratello, Paulo António de Carvalho e Mendonça. Alla fine Malagrida venne dichiarato colpevole di eresia sulla base di due trattati che si sosteneva avesse scritto in prigione, intitolati Tractatus de vita et imperio Antichristi e Heróica e admirável vida da gloriosa s. Anna. Tuttavia la paternità di questi trattati non è mai stata dimostrata.
Ritenendo eretici i trattati attribuiti a Malagrida, quest'ultimo venne condannato a morte e il 21 settembre 1761 fu strangolato tramite la garrota in Piazza del Rossio. Il suo cadavere fu poi bruciato su un falò e le ceneri vennero gettate nel fiume Tago.
Nel 1887 venne eretto un monumento in sua memoria nella chiesa parrocchiale di Menaggio.

## Eredità culturale
All'inizio del capitolo XXII del romanzo di Stendhal Il rosso e il nero viene attribuita erroneamente a Malagrida la massima "Le parole sono state date agli uomini per nascondere i loro pensieri". Essa proviene invece da una frase presente all'interno di Dialogo del cappone e della pollastra di Voltaire (1763); talvolta tale massima viene erroneamente attribuita a Talleyrand.